# 怪盗ロワイヤル
怪盗ロワイヤル（かいとうロワイヤル）は、携帯電話及びスマートフォン専用のオンラインゲーム。ここでは、かつてYahoo!モバゲーにて提供されていたパソコン版ゲーム「怪盗ロワイヤル-zero-」、またそれらを原作とした漫画やテレビドラマなどのメディアミックス作品についても記述する。

## 概要
株式会社DeNAが運営・提供する、Mobage（旧称・モバゲータウン）・mixiアプリのコンテンツの一つ。ゲームデザインは、大塚剛司。キャラクターデザインは、イラストレーターのワカマツカオリ。
2010年9月21日にβ版を公開、2010年10月7日から2014年9月30日の間、Yahoo!モバゲーにて「怪盗ロワイヤル-zero-」が提供されていた。携帯版に対して、各ステージのボス・肩書きが変更されており、携帯版にはないサウンド（BGM・効果音）・グラフィックにより臨場感のあるゲームが特徴であった。
DeNAの海外展開の一環としては、facebookにて「Bandit Nation」の名称で2010年5月12日よりサービスしていたが、不振のため2011年8月31日にサービスを終了している。

## ゲーム概要
ユーザーは怪盗団のリーダーとなり、ミッションを実行してお金（$）を稼ぎ、他のユーザーにバトルを仕掛けてお宝を盗む。時には他のユーザーと仲間になり、アイテム（武器・防具・乗り物）やお宝をプレゼントし合い、協力プレイをする。
最終的には、世界中のお宝を集めてコンプリートを目指す。

## ゲームの流れ

### 目的
世界中のお宝を集めて行く為に、ミッション・バトルを中心に、他の怪盗と交流しながらゲームを進めていく。

### ミッション
1. 決められた数の手下を消費してミッションを実行し、経験値やお金($)を得て、レベルを上げる。
2. 稼いだお金（$）で武器、防具、乗り物を購入し、攻撃力・防御力を上げる。
3. ミッションクリアごとにボスが登場し、怪盗仲間（自分のタイプ以外の2名）と一緒に戦うことが出来る。ボスバトルは、多くのRPGのようにターン制コマンドバトルとなっている。ボスを倒すと、さらに上位のミッションを実行できるようになる。

ミッションの多くは、義賊が行うような「悪ではあるが大衆からは支持される行為」となっている。またボスキャラクターも時代劇に登場するようなステレオタイプの悪役として描かれる。
ミッションはいずれも三段階に分かれ、それぞれ見習い○○、○○、マスター○○、レジェンド○○とボスを倒すごとに称号が変わる。また、アメリカステージ以降は○○ビギナー、○○ミドラー、○○マスターとなる。「○○」にはミッション名が入る。

### バトル
1. 他の怪盗にバトルを仕掛けてお宝やお金（$）、経験値を得る。
2. バトルに負けた場合は、自分の怪盗仲間に応援を頼むこともできる。応援要請は、活動実績がある仲間からランダムになされる。
3. 仲間が応援バトルに勝つとお金（$）とお宝を得られ、お宝は応援依頼をしてきた怪盗仲間にプレゼントされる。

### お宝
シリーズ毎に5 - 7種類存在し、ミッション、またはバトル・プレゼントで相手から手に入れる。ストーリーのお宝はコンプするとアバターアイテム（モバゲー版）・通常より強いスペシャルアイテム（mixi版・ZERO）を獲得する。イベントお宝はコンプでスペシャルアイテム・ボス戦が弱体化するアイテムなどが手に入る。一部イベントアイテムは1回コンプすると次のシリーズが出現する段階制、コンプが不可能ですべて集めても特典なしのもの、複数回コンプ可能で1回コンプごとにご褒美獲得となるものの場合がある。

## 基本用語
キャラクター
「肉体派」「頭脳派」「セクシー派」の3タイプがあり、ゲーム開始時に選択する。一度決定すると変更は不可能。
この3タイプにはイメージ画像があり、「肉体派」は格闘家のような男性、「頭脳派」はスーツを着てメガネをかけた知的な男性、「セクシー派」はタトゥーを入れたセクシーな女性がイメージとなっている。
タイプによりじゃんけんのような三すくみの相性が設定されており（肉体＞頭脳＞セクシー＞肉体）、相性がよいとバトルで相手より弱くても勝つことがあるが、逆に相性が悪いと相手より強くても負けることがある。
手下
自分の怪盗団で「ミッション」「バトル」のために働いてくれる人員で、「攻撃要員」「防御要員」「ミッション要員」の3種類。
「ミッション」「バトル」を行ったり、他のプレイヤーからの攻撃を防御したりすると、それぞれの手下の数が減少する。
減少した手下は一定時間経過すれば自動的に回復する（ミッション要員3分/人、攻撃・防御要員1分/人、警察に捕まった場合は5分/人）。また、レベルアップ時および回復アイテムで全回復する。さらに、ウインクなどで貯めた連携ポイントを100P（Yahoo!モバゲー版は50P）消費することでミッション要員を全回復出来る。
手下の最大数はミッション達成、レベルアップ、他のプレイヤーと仲間になるなどによって増加し、仲間を外す事で減少する。増加した手下は3種のどれに充てるかを選択できる。減少する場合は人員が最も多く配置されているセクションから自動的に減少する。
バトル
攻撃要員の手下を使ってユーザー同士で戦い、お宝やお金（$）を奪い合う。
バトルで勝つには対象相手のプロフィールを見て、仲間の数、持っているアイテム（武器・防具・乗り物）、タイプを分析することがポイントである。
低レベルユーザーへの初心者狩り対策として、現在の自分より著しくレベルが低いプレイヤーに過剰な手下を送り込んで攻撃すると警察が出動し、自分の強さに関係なく強制的に敗北する。通常、手下回復にかかる時間は1人1分だが、警察に捕まった場合はペナルティとして1人5分となる。
ミッション
怪盗の仕事。実行するにはミッション手下要員と指定のアイテムが必要。
実行するとお金、経験値さらには時としてアイテム、お宝が手に入り、クリアすると手下が1人増える。実行によりミッションで使ったアイテムは消耗し、最終的には壊れる。
ランクのミッションを全てマスターするとボスが登場し、自分の怪盗仲間と一緒に戦うことができる。
ボスに勝利すると、ステージクリアとなり、次の称号ランクに上がる。
ショップ
アイテムを購入する場所。
ミッションに必要なアイテムや、自分の怪盗団の攻撃力・防御力を上げるアイテム、手下回復アイテムなどを買うことができる。
ゲーム内の$では買えない課金専用のアイテムもある。
アイテム
怪盗達が使うアイテム。
武器には銃やナイフなど、防具には変装道具やボディアーマー、乗り物には車やバイクなどがある。
武器などで能力を強化するアイテムをたくさん買っても、攻撃要員や防御要員よりアイテムが多いと最大値が少なくなり、能力の低いアイテムだと上がらなくなることがある。攻撃要員や防御要員を増やせば持っているアイテムの分で最大値を上げることが出来る。
ウインク
他の盗賊にウインクをすることで、相手のプロフィールページにコメントを残し、交流を深めることが出来る。
ウインクをすることで連携ポイントが増え、そのポイントを使ってミッション要員を最大値まで回復することが出来る。
同一ユーザーには1日3回まで実行用可能（PC版は1日1回まで）。
お宝
ミッションの報酬として入手したり、他のプレイヤーとのバトルで手に入れることができる。お宝をコンプリートすることが怪盗団の一つの目的。
イベントお宝
期間限定でミッションに出現するお宝。イベントお宝を狙ったバトルについてはバトル回数制限が設けられていることが多い。
ワナ
ミッションやバトルなどで獲得したお宝には「ワナ」を仕掛けることが出来る。
ワナを仕掛けておいたお宝はバトルで盗まれずに済み、そのお宝を狙ったプレイヤーの敗北となる。1回につき1個消費する。
ボスを倒すことで3個入手可能。
ただし、課金アイテム[プレミアム会員へ支給されるロワイヤルチケットで購入できる]バトルスコープを持っているとワナを回避されてしまう。
課金アイテムのダブルワナであれば、1個の消費で2回まで守ってくれる。
全手下回復ツール
課金アイテム。バトルやミッションで消費する手下を全て回復することができる。使用回数に上限あり（通常は1日5回までの使用が可能だが、イベント時には使用上限が変更されることが多い）。
また、関連アイテムとして「攻撃手下回復ツール」なども存在する（イベント時にのみ販売され、利用が可能となる）。
ゲーム内での通称は「鶴」。
コンプ
お宝は「コイン」「ワイン」などのシリーズに分けられ、各シリーズのお宝7種類全てを集めると、そのシリーズはコンプとなる。1シリーズで5種類以上所持すると、仲間からのシリーズお宝の提供はできなくなる。なお、個別のお宝は一種類につき複数所持することは可能。
7種類集めるとランクに応じて、Mobage内で着せ替えが可能な怪盗ロワイヤルオリジナルアバターアイテムがもらえる。mixi版とPC版では非売品の強力な武器や防具や乗り物のアイテムを入手出来るが、一シリーズにつき1個しか入手出来ないので壊れてしまうと2度と入手出来ない。
称号
ユーザーには称号ランクが与えられている。
ミッションをそれぞれクリアしていき、ボスを倒すとミッションコンプリートとなり、称号が上がる。
1つのランクを3回クリアすることでランクが上がり、見習い○○○→○○○→マスター○○○の順にランクアップ。○○○には称号名が入る。
アメリカ編以降は、○○○ビギナー→○○○ミドラー→○○○マスターの順にランクアップ。
勲章
決められた条件をクリアすることで与えられる。説明内では勲章を持っていると効果があると書いてあるが、今の所は効果を発揮する要素はない。
助言
ゲームナビゲーターである「じいや」と呼ばれるキャラクターが怪盗ロワイヤルについて基本知識を教えてくれる。
情報屋
初めてミッションを行う時にプレイヤーの前に現れて以降、ミッション内容・武器・アイテム・お宝の解説を行う、ゲームの語り部的存在。

### その他
- 2010年1月16日に課金アイテムの「リミット金庫」、2010年1月18日に「時限金庫」の販売が中止され、後のイベントにおいてはレギュレーションにより使用できなくなっている。理由の公表はされていない。これらは強力な効果を持ったアイテムで、金庫所持プレイヤーのみがお宝をコンプリートしやすくなってしまう事態が起こっていた。
- オンラインゲームに付き物のプレイヤー間のトラブルもあり、アイテムと武器をプレイヤー間で交換する際、武器もしくはアイテムを提供してくれたプレイヤーにトレード条件の武器・アイテムを渡さず、Mobageの機能・設定のひとつである「ブラックリスト」機能を使いアクセスを拒否し、一方的にアイテムを奪う詐欺的行為によるトラブルが起きていた[1]。
- ゲーム内で使用するモバコインの購入代金を携帯料金と一緒に引き落とすことができ、クレジットカードでの引き落としも可能な課金のしやすさも問題となっており、気軽にプレーしていった結果、何万・何十万といった料金が請求されるという事態も発生している。特に、子どもが親の契約でプレーしている場合、親が内容を把握しておらず子どもが知らず知らずの間に使っているということもあり、問題となっている[2]。

## 同一フォーマットの利用
怪盗ロワイヤルのゲーム構造は、手下を使いミッションをクリアし経験値や資金を稼ぐ、プレイヤーとバトルをし資金やアイテムを奪う、という2つの軸で成り立っているが、これはFacebookなどで提供されているMob Wars、Mafia Wars、Twitterアカウントなどで利用できるSNSゲームモブストライクと同様のものである。
また、この怪盗ロワイヤルの「手下を使いミッションをクリア」「プレイヤーとバトル」というフォーマットを利用し、アレンジしたビストランテ、キングダムクエストなどのゲームがモバゲー内に存在し、雛型のように利用されている。具体的には、ビストランテは手下ではなく店員を使い、作った料理を客に出して資金を稼ぐ、キングダムクエストは手下ではなくスタミナを使ってミッションをこなし、闘技場でプレイヤーとバトルし勝ったほうが資金を奪う、という風な形である。また、キングダムクエストの場合、不動産にあたる道具屋や武器屋を所有することで一定時間ごとに収入を得ることが出来るというシステムがあるが、これはモブストライクの不動産収入システムと同じである。GREEで提供されている「探検ドリランド」なども同様のシステムを利用している。
2010年4月20日から怪盗ロワイヤルのシステムをベースに新システムを追加した「戦国ロワイヤル」が、2011年5月11日にはロワイヤルシリーズ三作目となる帝国ロワイヤルがスタートした。なお帝国ロワイヤルは2013年7月5日にサービスを終了している。

## CM出演者
- 神農幸
- 菅原永二
- 南原健朗
- 戸田恵梨香
- 市原隼人
- 木梨憲武（2010年10月 - ）
- 江口洋介（2011年1月 - ）
- 吉川ひなの
- YOU

## 漫画
2011年6月、『週刊ヤングジャンプ』と『Cookie』で、『怪盗ロワイヤル』の漫画版が連載された。

### ヤングジャンプ版
『怪盗ロワイヤル ～ロザルタの秘宝を追え!!～』
連載期間：2011年30号 - 39号
原作：たなかかなこ
漫画：別天荒人

### Cookie版
『怪盗ロワイヤル』
連載期間：2011年8月号 - 2012年4月号
漫画：菅野紗由

## 小説
2011年2月、『E★エブリスタ』から配信、集英社から小説版が刊行された。2010年9月～10月にかけてE★エブリスタで開催した怪盗ロワイヤル小説大賞の公募作の中から最もユーザーに選ばれ優秀賞を受賞したオリジナルストーリー。怪盗ロワイヤル小説大賞は、今後も順次開催の計画があったが、以降の開催はされなかった。
『怪盗ロワイヤル～盗まれた僕のお宝～』
配信開始：2011年2月16日（E★エブリスタ）
発売日：2011年2月25日（集英社）
作者：みゆ

## テレビドラマ
2011年10月28日より12月23日までTBSの『フライデードラマNEO』枠でテレビドラマ化。主役は松坂桃李。
ドラマの開始に先駆けて、開始前週にあたる2011年10月21日の25:05 - 25:35枠に、番組宣伝を兼ねたドラマの前日譚「怪盗ロワイヤル#0」（エピソードゼロ）を生放送、その進行役はTBSアナウンサーの高野貴裕が務め、松坂・大政・福士も生出演した。番組内で表示される4桁のパスワードを入力するとその回のターゲットとなったお宝をアイテムとして入手できるなどのゲームとの提携も行われた。
最終回は30分拡大の1時間スペシャルとして放送。TBSオンデマンド（現:Paravi）では前後編として配信。

### キャスト
- 神村 零（知能派怪盗） - 松坂桃李（幼少期：大江駿輔）
- 片桐 夏蓮（セクシー派怪盗） - 大政絢（幼少期：浅見姫香）
- 岸原 大雅（技能派怪盗） - 福士誠治（幼少期：大橋律）
- ジャック（肉体派怪盗） - チャンソン（2PM）
- 倉田 圭助（情報収集・西崎の部下） - 相葉裕樹
- 西崎 祐司（執事） - 下條アトム
- 北場 洋子（神村達に指令を出す謎の女） - 真野響子
- 三上 眞人（警視庁刑事） - 竹財輝之助
- 香月 秀平（警視庁・三上の部下） - 菊田大輔
- 小杉 涼太（TAKEYASU商会） - 永瀬匡
- 江崎 駿 - 田中要次
- シスター・スネーク - 佐々木希（友情出演）
- 菅原永二（第2・5・最終話）

### ゲスト
第1話
- 氏神 吾朗（ジュエリーウジムラ経営 / 宝石商） - 峰竜太
- 金本 仁（氏神の取引相手） - 江良潤

第2話
- 名倉 誠也（ベンチャー企業名倉カンパニー社長） - 小木茂光
- 高木 康正（外務副大臣） - 奥田達士
- テオアングロス（ペレーネ王国一等書記官） - リカルド・バルツァリーニ

第3話
- 草壁 律子（マダム律子 / 占い師） - 伊藤かずえ

第4話
- 赤川 一彦（東和大学附属病院 法医学教授） - 鈴木一真

第5話
- 蛭田 賢斗（コンピューターセキュリティ会社 ヒルダーズ社長） - 池内万作

第6話
- 鳩村 宗太郎（元刑事のフリーライター） - 渡洋史
- 鳩村 カエデ（宗太郎の娘） - 能年玲奈（幼少期：内田愛）
- 伊藤 悠太（週刊リアルライフ編集者） - 駿河太郎

第7話
- 北場 高志（義賊 / 5億円強奪事件実行犯） - 西村和彦

第8 - 最終話
- 藤堂 英臣（政治家） - 山下真司

最終話
- 永田裕志 - 永田裕志（本人役）
- YUI（友情出演）

### スタッフ
- 原案 - 株式会社DeNA（ソーシャルゲーム・オンラインRPG「怪盗ロワイヤル」より）
- 脚本 - 柳谷貴博、波多野都、日高勝郎、岩村匡子、北川亜矢子
- 演出 - 木村ひさし、大内舞子
- 音楽 - 仲西匡
- 音楽プロデュース - 志田博英
- アクション指導 - 森崎えいじ
- スーパーバイジングプロデューサー - 那須田淳
- チーフプロデューサー - 伊與田英徳、杉山剛（ソニー・ミュージックエンタテインメント）
- プロデューサー - 川嶋龍太郎、佐藤毅・臼井央・山崎倫明（東宝）
- 特別協力 - ソニー・ミュージックエンタテインメント
- 制作協力 - 東宝株式会社
- 製作・著作 - TBS

### 主題歌
- YUI「Lock On」（gr8!records）

### お宝
アレキサンダーの涙
130年前にインドネシアから発見された宝石。見た目はルビーのような赤い宝石だが、光に晒すと黄緑に変化する。氏神は麻薬取引を隠蔽するために麻薬を仕込んだ偽物を所持していた。
ネメシスの首
女神像『ネメシス』の首部分の像。ジャックは事前に落雁製の偽物とすり替えさせ、零がそれを名倉の目の前で落として壊す事で首が無くなったと思い込ませた。
オーロラの雫
不思議な光を放つ天然水晶玉。
闇のファイル
本作の鍵を握る『5億円事件』についての詳細およびその被害者の死体検知書が綴られたファイル。
ゴルジア家の十字架
イタリア・フェレンツェを実質支配したゴルジア一族に代々伝わる十字架だが、富と権力の象徴として世界各国の黒幕の間で奪い合われ、時には血が流れることもある代物。現在は蛭田が持っており、あらかじめすり替えた偽物を本物だと思い込んだ。
ルポライターの遺稿
元刑事で三上の先輩でもあるルポライター・鳩村宗太郎が書き遺した、5億円事件について書き記した原稿。零たちはこの原稿を読み上げて記憶を取り戻す。
義賊の指輪
零たちが指にはめている指輪。アレキサンダーの涙のミッションの報酬として入手するが、実は一年前に零たちの両親に渡されたものだった。
パンドラの匣
藤堂が所有している、重要機密のハードディスクが入った宝箱。

### 用語
5億円事件
2010年10月12日に発生した、現金輸送車に積まれた5億円が強奪された事件。零たち3人を養子として引き取った北場夫妻が輸送車を襲撃し、逃走の末江崎らの手によって高志は射殺、洋子は消息不明（戸籍上では死亡）となったが、この真相は、夏蓮と大雅と共に拉致され、江崎に脅迫された零が2人の保身の為に、やむを得ず高志と洋子の居場所を白状したことによる物だった。
怪盗ロワイヤル
零たち4人のシーフからなる怪盗集団。ミッションで宝を盗むことが仕事である。
落雁
零の好物で、行きつけの和菓子屋では落雁でネメシスの首の偽物を作らせたりしている。

### サブタイトル
| 各話                                                      | 放送日         | サブタイトル       | 脚本                       | 演出       | 視聴率 |
| --------------------------------------------------------- | -------------- | ------------------ | -------------------------- | ---------- | ------ |
| MISSION 1                                                 | 2011年10月28日 | アレキサンダーの涙 | 柳谷貴博 波多野都 日高勝郎 | 木村ひさし | 4.2%   |
| MISSION 2                                                 | 2011年11月5日  | ネメシスの首       | 波多野都                   | 木村ひさし | 3.5%   |
| MISSION 3                                                 | 2011年11月12日 | オーロラの雫       | 日高勝郎                   | 大内舞子   | 2.8%   |
| MISSION 4                                                 | 2011年11月19日 | 闇のファイル       | 柳谷貴博                   | 大内舞子   | 3.3%   |
| MISSION 5                                                 | 2011年11月26日 | ゴルジア家の十字架 | 岩村匡子                   | 木村ひさし | 3.7%   |
| MISSION 6                                                 | 2011年12月2日  | ルポライターの遺稿 | 波多野都 北川亜矢子        | 木村ひさし | 3.5%   |
| MISSION 7                                                 | 2011年12月9日  | 義賊の指輪         | 北川亜矢子                 | 大内舞子   | 4.6%   |
| MISSION 8                                                 | 2011年12月16日 | 裏切りの銃         | 岩村匡子                   | 大内舞子   | 3.1%   |
| LAST MISSION                                              | 2011年12月23日 | パンドラの匣       | 柳谷貴博                   | 木村ひさし | 2.8%   |
| 平均視聴率 3.4%（視聴率は関東地区・ビデオリサーチ社調べ） |                |                    |                            |            |        |

### ネット局・放送時間
| 放送対象地域   | 放送局                    | 放送期間                       | 放送日時           | Episode0放送日時       | 備考                              |
| -------------- | ------------------------- | ------------------------------ | ------------------ | ---------------------- | --------------------------------- |
| 関東広域圏     | TBSテレビ（TBS）          | 2011年10月28日 - 12月23日      | 金曜 24:20 - 24:50 | 10月21日 25:05 - 25:35 | 制作局                            |
| 静岡県         | 静岡放送（SBS）           | 2011年10月28日 - 12月30日      | 金曜 24:20 - 24:50 | なし                   | 同時ネット                        |
| 近畿広域圏     | 毎日放送（MBS）           | 2011年11月1日 - 12月28日       | 火曜 26:40 - 27:10 | 10月25日 26:40 - 27:10 | 4日遅れ                           |
| 岡山県・香川県 | 山陽放送（RSK）           | 2011年11月4日 - 2012年1月20日  | 金曜 24:55 - 25:25 | 10月28日 24:55 - 25:25 | 7日遅れ                           |
| 中京広域圏     | 中部日本放送（CBC）       | 2011年11月4日 - 2012年1月13日  | 金曜 26:30 - 27:00 | 10月28日 26:30 - 27:00 | 7日遅れ                           |
| 北海道         | 北海道放送（HBC）         | 2011年11月8日 - 2012年1月24日  | 火曜 23:50 - 24:20 | 11月1日 23:50 - 24:20  | 11日遅れ                          |
| 熊本県         | 熊本放送（RKK）           | 2011年11月14日 - 2012年1月23日 | 月曜 24:55 - 25:25 | なし                   | 17日遅れ                          |
| 富山県         | チューリップテレビ（TUT） | 2011年11月14日 - 2012年1月23日 | 月曜 25:00 - 25:30 | なし                   | 17日遅れ                          |
| 長野県         | 信越放送（SBC）           | 2011年11月17日 - 2012年2月2日  | 木曜 23:50 - 24:20 | なし                   | 20日遅れ                          |
| 石川県         | 北陸放送（MRO）           | 2011年12月14日 - 2012年3月7日  | 水曜 24:55 - 25:25 | なし                   | 47日遅れ                          |
| 鹿児島県       | 南日本放送（MBC）         | 2011年12月19日 - 2012年3月5日  | 月曜 24:10 - 24:40 | なし                   | 52日遅れ                          |
| 宮城県         | 東北放送（TBC）           | 2012年1月11日 - 3月7日         | 水曜 23:50 - 24:20 | なし                   | 75日遅れ D×D〜ドラマナイト〜第1枠 |
| 山形県         | テレビユー山形（TUY）     | 2012年1月11日 - 3月7日         | 水曜 24:45 - 25:15 | なし                   | 75日遅れ                          |
| 愛媛県         | あいテレビ（ITV）         | 2012年1月13日 - 3月16日        | 金曜 25:40 - 26:10 | なし                   | 77日遅れ                          |
| 青森県         | 青森テレビ（ATV）         | 2012年1月23日 - 3月26日        | 月曜 24:25 - 24:55 | なし                   | 87日遅れ                          |
| 宮崎県         | 宮崎放送（MRT）           | 2012年1月30日 - 4月2日         | 月曜 24:55 - 25:25 | なし                   | 94日遅れ                          |
| 岩手県         | IBC岩手放送（IBC）        | 2012年4月5日 - 6月7日          | 木曜 23:50 - 24:20 | なし                   | 160日遅れ                         |

| TBS フライデードラマNEO                         | TBS フライデードラマNEO                              | TBS フライデードラマNEO                  |
| 前番組                                          | 番組名                                               | 次番組                                   |
| ----------------------------------------------- | ---------------------------------------------------- | ---------------------------------------- |
| 枠設立前につき無し                              | 怪盗ロワイヤル （2011.10.28 - 2011.12.23）           | 白戸修の事件簿 （2012.1.27 - 2012.3.30） |
| TBS 金曜24:20 - 24:50枠                         |                                                      |                                          |
| 桜蘭高校ホスト部 【これまで『Friday Break』枠】 | 怪盗ロワイヤル 【これより『フライデードラマNEO』枠】 | 白戸修の事件簿                           |